# Langue arabe en Israël

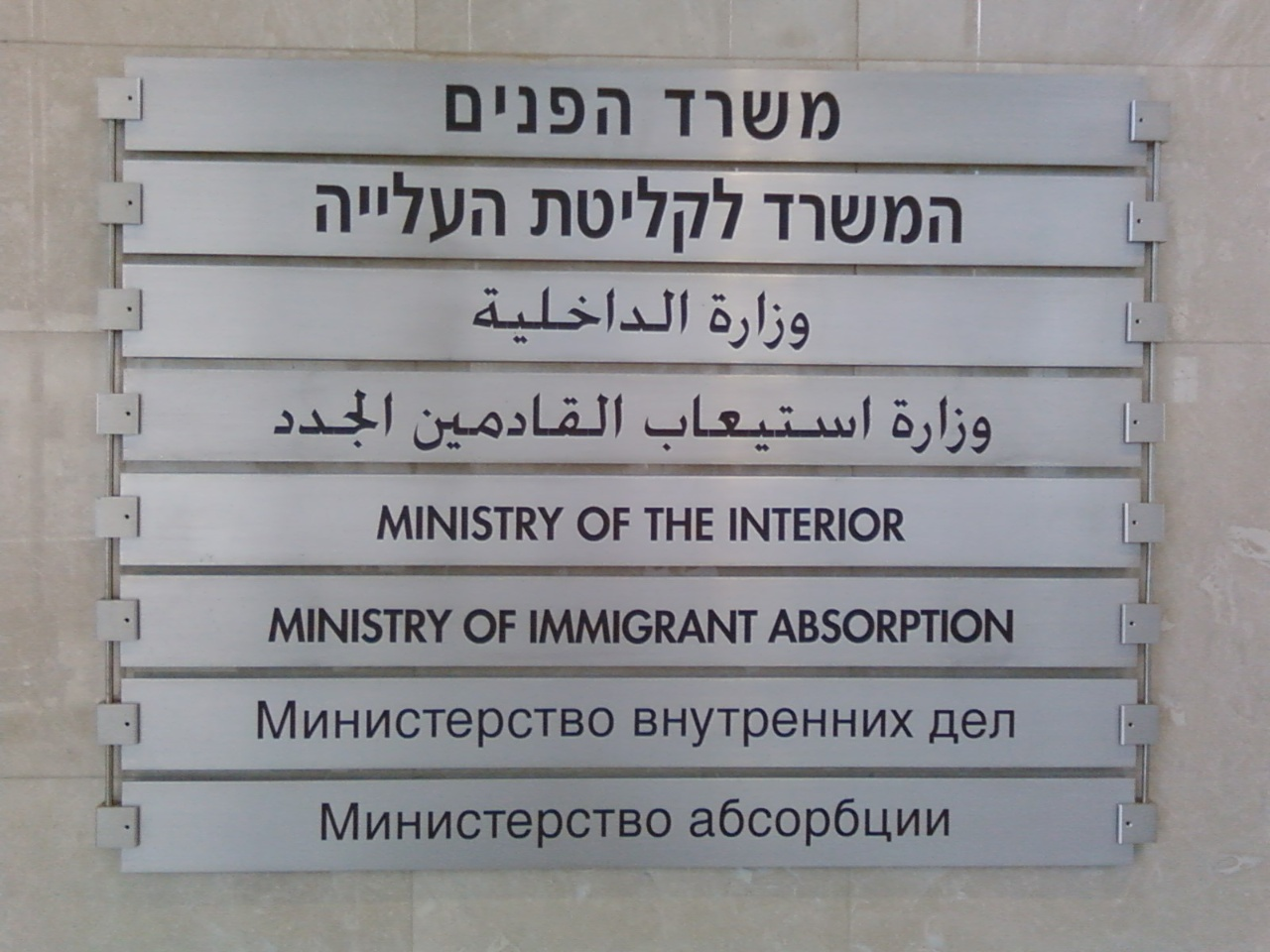
Panneau multilingue (hébreu, arabe, anglais et russe) au ministère de l'Intérieur/ministère de l'Intégration à Haïfa.

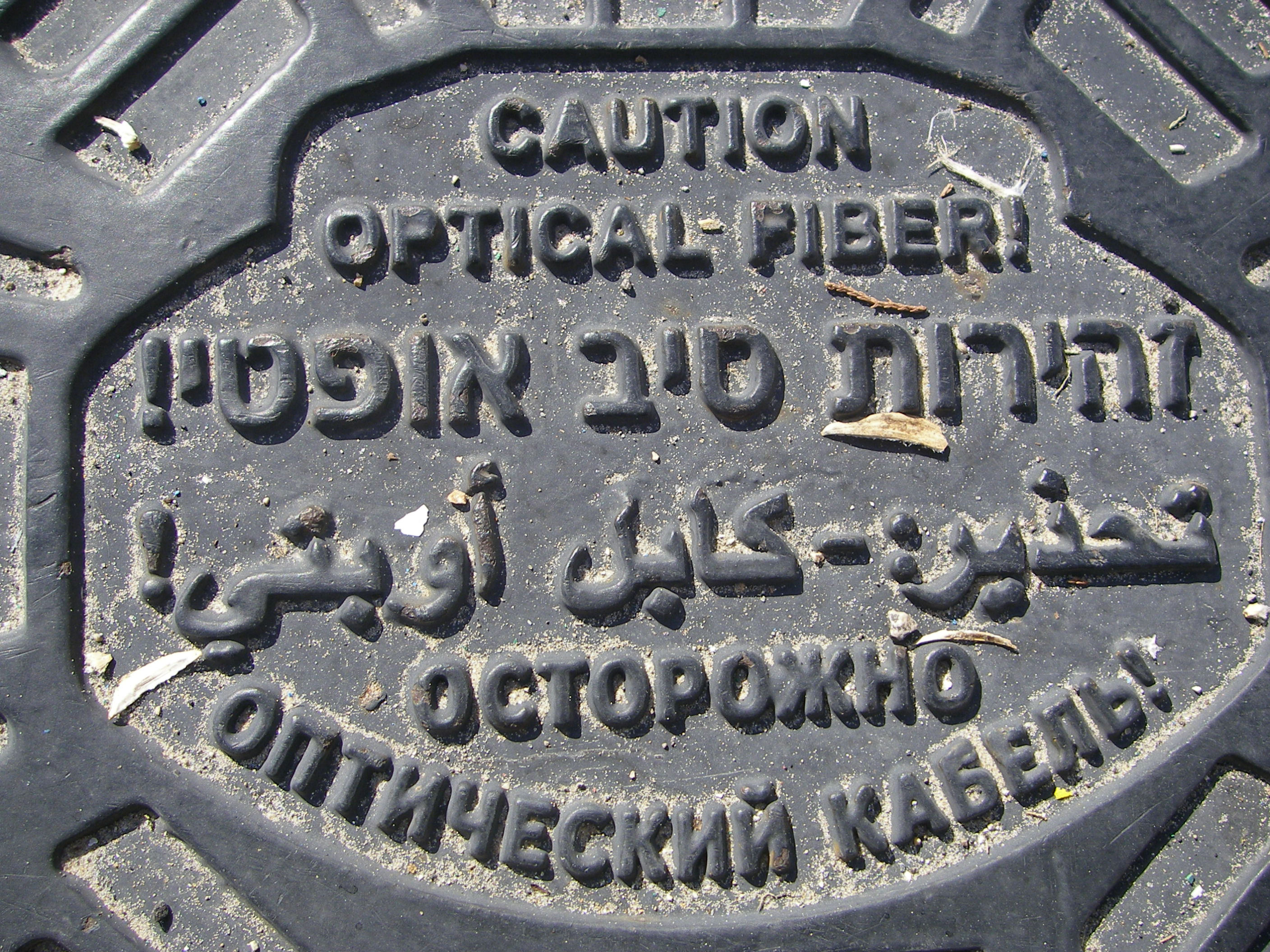
Avertissement multilingue (anglais, hébreu, arabe et russe) sur le tampon de la chambre du réseau fibre optique à Tel Aviv.

Panneau routier israélien en hébreu, arabe et anglais. Sur certains panneaux routiers (tels que celuici-dessus), l'arabe et l'anglais sont des translittérations des noms de lieux hébreux. Sur d'autres, les noms locaux arabes ou anglais conventionnels sont utilisés.

La langue arabe en Israël est la langue maternelle de plus de 20 % de la population totale, principalement les citoyens arabes d'Israël et les juifs arabophones du monde arabe. La  langue vernaculaire arabe levantine, influencée par l'hébreu moderne et parlée par de nombreux Arabes israéliens, est parfois décrite comme dialecte arabe israélien,.
La langue vernaculaire parlée par beaucoup d'Arabes est similaire à l'arabe palestinien. Les Bédoins parlent traditionnellement leur propre dialecte arabe. La partie nord du pays est davantage influencée par l'arabe libanais (arabe du nord du Levant), en particulier chez les Druzes. De nombreux Juifs Mizrahim de première génération parlent encore des langues judéo-arabes, alors que leurs descendants nés en Israël adoptent l'hébreu comme première langue, ou langue unique.
Depuis la création de l'État en 1948, l'arabe standard était co-officiel avec l'hébreu. Avec une Loi fondamentale adoptée en 2018, son statut change : l'arabe devient une langue auxiliaire et son utilisation dans les documents gouvernementaux et dans la sphère publique est toujours encadrée par la loi.

## Histoire
Quand Eliézer Ben-Yehudah, pionnier de la langue hébraïque moderne, créa du vocabulaire, il emprunta des mots de l'arabe et de l'araméen (deux langues sémitiques, comme l'hébreu). Ce renouveau est une cause de la ressemblance entre l'hébreu et l'arabe.
En 1949, 156 000 Arabes palestiniens restent à l'intérieur de la ligne d'armistice d'Israël, dont la plupart ne parlent pas l'hébreu (au 21e siècle, la majorité des Arabes israéliens, qui constituent plus d'un cinquième de la population israélienne, parle couramment l'hébreu comme deuxième langue).
Avant 2000, les autorités israéliennes utilisent peu l'arabe, sauf lorsque la loi l'exige explicitement (par exemple, dans les avertissements sur les produits chimiques dangereux), ou lorsqu'elles s'adressent à la population arabophone. En novembre 2000, la Cour Suprême décide d'étendre l'utilisation de l'arabe . Depuis, tous les panneaux de signalisation, les étiquettes des aliments et les messages publiés ou affichés par le gouvernement doivent être traduits en arabe littéraire, à moins qu'ils ne soient émis par les autorités locales d'une communauté exclusivement hébraïque.
En mars 2007, la Knesset fait passer une loi pour créer une Académie de langue arabe similaire à l'Académie de la langue hébraïque. Elle est créée en décembre 2007, son centre est situé à Haïfa. Le professeur Mahmoud Ghanayem la dirige.
En 2008, 2011 et 2014, à la Knesset, plusieurs projets de loi visent à supprimer le statut de langue officielle de l'arabe ,,.
En 2009, Israël Katz, ministre des Transports, annonça que les panneaux sur toutes les routes principales en Israël, à Jérusalem-Est et peut-être dans certaines parties de la Cisjordanie, seraient modifiés : les noms de lieux anglais et arabes seraient remplacés par des translittérations directes du nom hébreu.  Nazareth, par exemple, deviendrait "Natzrat" en arabe. Actuellement, la plupart des panneaux de signalisation sont dans les trois langues. Le ministère des Transports déclara que les panneaux seraient remplacés progressivement, si nécessaire, en raison de l'usure. Cette mesure est critiquée par un député arabe comme une tentative, de la part du gouvernement, d'effacer l'arabe et la culture palestinienne en Israël . En 2011, le comité des noms gouvernementaux israéliens rejette à l'unanimité cette suggestion .
Depuis 2018, l'arabe standard moderne (également connu sous le nom d'arabe standard ou d'arabe littéraire) est une langue auxiliaire en Israël. Son utilisation sur les documents gouvernementaux est encadrée par la loi.

## L'arabe dans les institutions et dans la culture
À la Knesset, l'emploi de l'arabe est considéré comme légitime. Il est pourtant peu utilisé, même par les députés arabophones, faute de maîtrise suffisante par l'ensemble des membres.
Dans les écoles hébréophones, des cours d'arabes sont donnés de la septième à la neuvième année. Les élèves qui le souhaitent peuvent poursuivre leurs études d'arabe jusqu'à la douzième année et passer un examen d'immatriculation (équivalent du baccalauréat) arabe. Dans l'armée, ces étudiants peuvent obtenir des postes nécessitant une maîtrise de l'arabe.
Dans les Forces de Défense israéliennes, tous les soldats doivent apprendre à désamorcer les attaques terroristes potentielles en hébreu et en arabe. Les soldats de combat placés dans certaines parties de la Cisjordanie, qui traitent quotidiennement avec la population civile, sont souvent envoyés suivre de brefs cours d'arabe. Dans les postes de renseignement militaire, l'arabe est répandu.
L'arabe influence l'hébreu parlé en Israël. Après l'hébreu et l'anglais, des chansons arabes (chantées à la fois par des locuteurs natifs arabes et par des Israéliens Mizrahi) sont fréquemment diffusées à la radio. Le premier single d'A-WA, Habib-Galbi, sorti en 2015, est la première chanson en langue arabe à atteindre la première place à la radio israélienne. L'arabe influence l'argot de la jeunesse israélienne.